# Protesty w Sudanie
Protesty w Sudanie (2011-2013) – antyrządowe protesty o charakterze społeczno-politycznym w Sudanie przeciwko długoletnim rządom prezydenta Umara al-Baszira, secesji Sudanu Południowego, która spowodowała kryzys finansowy Sudanu postępującej złej sytuacji materialnej i konfliktowi granicznemu z Sudanem Południowym.

## Pierwsze wystąpienia (styczeń-luty 2011)
23 stycznia 2011 aktu samospalenia dokonał Al-Amin Moussa Al-Amin, na wzór Tunezyjczyka Mohameda Bouaziziego. Protesty rozpoczęły się 30 stycznia 2011 pod wpływem wydarzeń w Egipcie i udanej rewolucji w Tunezji. Do demonstracji doszło na chartumskich uniwersytetach, demonstracje tłumiła policja, która użyła gazu łzawiącego i gumowych kul, doszło do starć z siłami porządkowymi. Organizatorzy zapowiedzieli kolejną serię demonstracji na 3 lutego 2011.
21 lutego 2011 Umar al-Baszir zapowiedział, iż nie będzie starał się o reelekcję w 2015. 24 lutego 2011 około tysiąca ludzi wyszło na ulice Chartumu w proteście przeciwko władzy Umara al-Baszira. Innym powodem do protestów jest secesja Sudanu Południowego po styczniowym referendum.

## Protesty studenckie (grudzień 2011)
21 grudnia 2011 doszło do studenckich wystąpień w Port Sudan, po aresztowaniu kilku studentów pod osłoną nocy. Studenci nawoływali do obalenia rządu i deklarowali wsparcie dla Sudańskiego Frontu Rewolucyjnego. Kolejnego dnia ok. 700 studentów protestowało pod uniwersytetem w Chartumie. Do akcji stłumienia demonstracji przystąpiła policja. Doszło do zamieszek w których rannych zostało 42 studentów. 24 grudnia 2011 na ulice wyszło już 16 tys. studentów. Siły porządkowe użyły gazu łzawiącego i pałek. Aresztowano 73 osoby.

## Protesty antyrządowe (czerwiec 2012)
16 czerwca 2012 wybuchły protesty studenckie po zapowiedzeniu planów zmniejszenia przez rząd dopłat do paliw.  Na krok ten rządząca Narodowa Partia Kongresu zdecydowała się po pogłębieniu się kryzysu gospodarczego, czego wynikiem były walki z Sudanem Południowym na granicy. Na ulice wyszło kilkaset studentów, którzy nawoływali do masowych protestów. Policja użyła pałek i gazu łzawiącego. 17 czerwca 2012 policja otoczyła Wydział Oświaty Uniwersytetu, położony w Omdurmanie. Kolejnego dnia protesty prowadzono głównie w Chartumie. Studenci założyli związek „Młodzież dla zmian”. Demonstracje rozpędzano, więc za pomocą długich pałek oraz gazu łzawiącego, strzelano także z broni palnej.
19 czerwca 2012 parlament zatwierdził cięcia oszczędnościowe. W dalszym ciągu protesty koncentrowały się głównych uniwersytetów. Ludzie z ulicy przyłączyli się do protestów 22 czerwca 2012. W mieście Al-Obajd, stolicy stanu Kordofan Północny, na ulice wyszli prawnicy. Część z nich została aresztowana.

## Protesty przeciwko obniżkom dotacji do paliwa (wrzesień 2013)
Pod koniec września w Sudanie wybuchły protesty, ponieważ 23 września 2013 rząd ogłosił 60-procentowe podwyżki cen paliwa. Wywołało to niezadowolenie społeczeństwa. Protesty rozpoczęły się w Wad Madani. Następnie rozlały się do takich miast jak Port Sudan, Njala, Al-Objad, Kosti, Gedarif, Damazin i dotarły do Chartumu. Tłum podpalał samochody i stacje benzynowe. W rozruchach w Chartumie i Omdurmanie zginęło 27 osób. Do 27 września 2013 w największych protestach od miesięcy według Amnesty International zginęło 50 osób. Symbolem ruchu oporu stał się Salih Sanhuri, młody aptekarz, zabity 27 września 2013 przez siły bezpieczeństwa. Aby uczcić jego śmierć organizowano protesty w dniach kolejnych.
Według Związku Lekarzy Sudańskich do końca września 2013 zginęło 210 osób, 500 zostało rannych, a 700 aresztowano, jednak oficjalne komunikaty o liczbie zabitych były niższe, gdyż oficerowie Wywiadu i Służby Bezpieczeństwa (NISS) mieli zmuszać lekarzy i rodziny poległych do podpisywania certyfikatów stwierdzających „zgon z przyczyn naturalnych”.